# Zephyrusmolen
De Zephyrusmolen is een windmolen in de tot de West-Vlaamse gemeente Oostkamp behorende plaats Ruddervoorde, gelegen aan Terluchtestraat 36.
Deze maalvaardige molen van het type stellingmolen is gebouwd door een amateur welke werkzaam was op een staalconstructiebedrijf. De bouw duurde van 1975-1990 en de basisconstructie is een stalen skelet. Dit werd van binnen met bakstenen bekleed en van buiten met aluminium platen. De molen kan fungeren als korenmolen en heeft ook een buileninstallatie. De molen is 17,5 meter hoog en heeft een vlucht van 10 meter.
- Inventaris van het Bouwkundig Erfgoed (Vlaanderen): 88288